# Rudodrozd
Rudodrozd, drozdoń złotogardły (Ixoreus naevius) – gatunek średniej wielkości ptaka z rodziny drozdowatych (Turdidae), jedyny przedstawiciel rodzaju Ixoreus. Występuje w północno-zachodniej i środkowo-zachodniej Ameryce Północnej. Nie jest zagrożony.

## Zasięg występowania
Rudodrozd występuje w zależności od podgatunku:
- Ixoreus naevius meruloides – południowa Alaska i północno-zachodnia Kanada. Zimuje na południe po południowo-zachodnie USA;
- Ixoreus naevius naevius – południowo-wschodnia Alaska i zachodnia Kanada do zachodnio-środkowych USA;
- Ixoreus naevius carlottae	– Wyspy Królowej Charlotty (zachodnia Kanada);
- Ixoreus naevius godfreii – interior zachodniej Kanady do interioru północno-zachodnich USA.

Trzykrotnie odnotowany w Europie: 14 listopada 1982 roku w Wielkiej Brytanii (w Kornwalii), 3 maja 2004 roku w Islandii oraz 27 października 2021 roku na Orkadach.

## Morfologia
Długość ciała 19–26 cm, rozpiętość skrzydeł 34–38 cm, masa ciała 65–100 g.

## Status
Międzynarodowa Unia Ochrony Przyrody (IUCN) uznaje rudodrozda za gatunek najmniejszej troski (LC – least concern) nieprzerwanie od 1988 roku. W 2019 roku organizacja Partners in Flight szacowała liczebność populacji lęgowej na 35 milionów osobników. Trend liczebności populacji uznawany jest za spadkowy.